# Abandinus
Abandinus foi um nome usado para se referir a um deus céltico ou espírito masculino cultuado em Godmanchester, em Cambridgeshire durante o período romano-céltico.

## Evidência Epigráfica
Abandinus é representado na Britânia sobre uma única pedra de altar. É desconhecido por todo o resto do Império Romano  e é portanto pensado de ter sido um deus local do forte romano em Godmanchester, em Cambridgeshire, possivelmente associado a, ou uma nascente natural, ou um riacho na vizinhança 
O forte romano em Godmanchester, um terreno estratégico em Ermine Street no cruzamento da River Great Ouse,  é pensado ter sido chamado Durovigutum
. O deus é conhecido apenas de uma pena de bronze inscrita, muito provavelmente algum tipo de objeto votivo, dedicado a ele 
.
A inscrição sobre a pena de bronze diz: 

"DEO ABANDINO VATIAVCVS D S D"
- ‘Ao deus Abandinus, Vatiacus dedica este fora de seus próprias economias’.

## Semânticas do teônimo
As semânticas do teônimo são desconhecidas. A mesma coisa, conhecimento linguístico da palavra proto-céltica permite um estreitamento das possibilidades prováveis da semântica do teônimo. O nome poderia ser interpretado como uma forma estendida de uma raiz composta de elementos proto-célticos derivando das raízes proto-indo-européias  *ad- ‘para’  + ou *bʰend- ‘cantar, regozijar’  or *bʰendʰ- ‘amarrar’ . Seguindo esta linha, o nome significaria ‘(o deus) que canta para (algo/alguém)’ ou ‘(o deus) que amarra (algo/alguém) a (algo/alguém).’ Entretanto, é possível também ver o nome como uma forma estendida de uma forma variante da palavra proto-céltica  *abon- ‘rio,’ derivado da raiz proto-indo-européia *ab-, *h₂eb- ‘água, rio’ . O nome romano-céltico para a Humber está documentado como tendo sido Abus  que sugere que um elemento mais curto *abo- existiu no léxico proto-céltico como uma palavra para ‘rio’ ou ‘água’.  Este elemento *abo- poderia ter sido a fonte do elemento Ab-- no teônimo Abandinus. Então o nome pode ter sido analisado como *Ab-Andinus ‘Andinus do Rio,’ Andinus sendo um teônimo atestado em outro lugar no antigo Império Romano.[carece de fontes?]